# Mournig Cloak Ranch and Botanical Gardens
El Rancho Mourning Cloak y jardines botánicos en inglés: Mourning Cloak Ranch & Botanical Gardens es un jardín botánico de 8.5 hectáreas (20 acres) de extensión, que alberga a más de 2.200 especies de plantas procedentes de todo el mundo, que se encuentra en Tehachapi, California. 

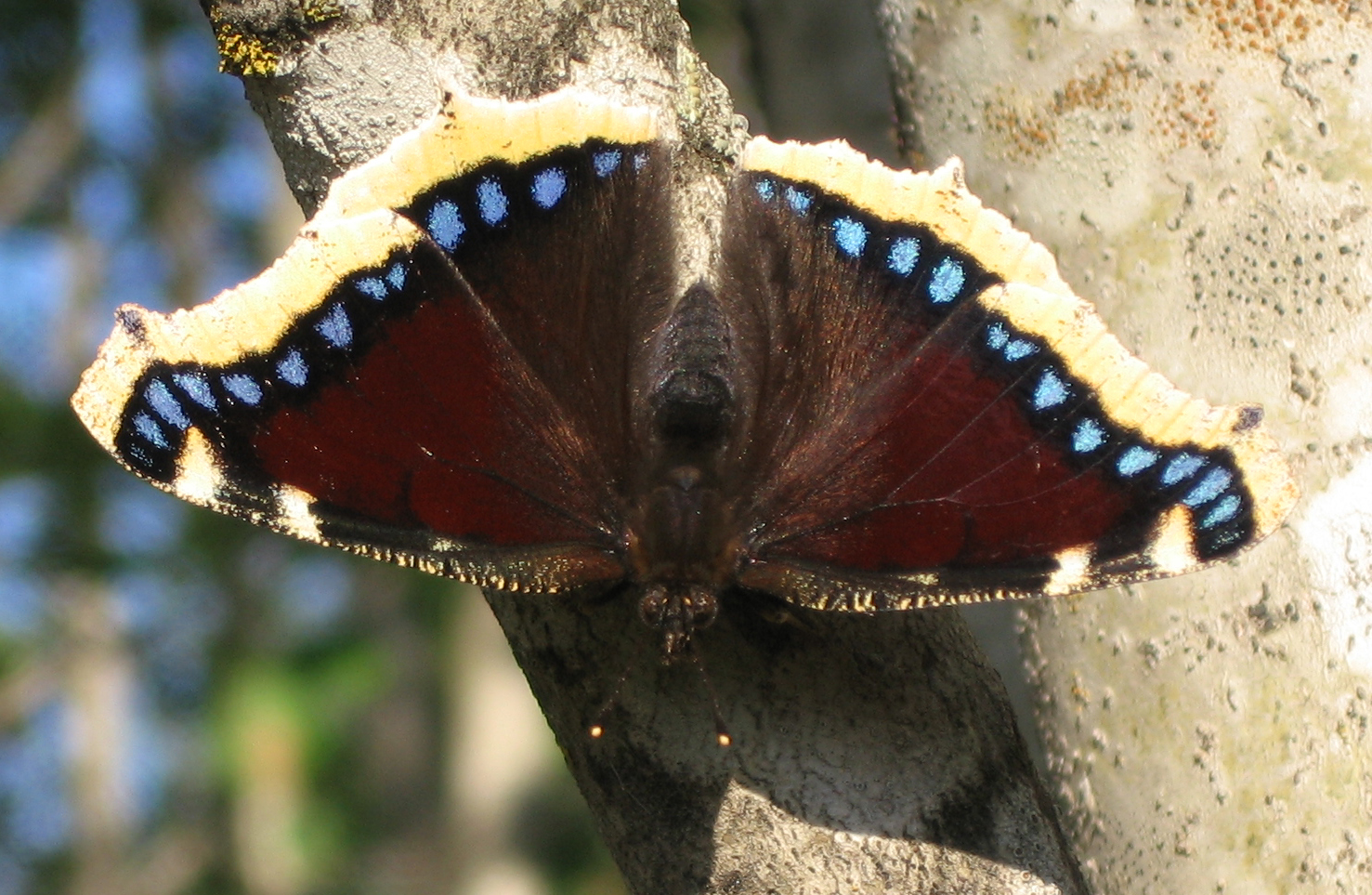
La mariposa Nymphalis antiopa conocida como "Mourning Cloak" en Norteamérica.

## Localización
El "Mourning Cloak Ranch and Botanical Gardens" se encuentra en el sitio histórico de Williamsburg; un pueblo anterior a Tehachapi. Sus jardines arbolados se extienden sobre más de 20 acres de colinas en la región de la Sierra de Tehachapi.
Mourning Cloak Ranch & Botanical Gardens, 22101 Old Town Rd, Tehachapi, Kern county, California CA 93561 United States of America-Estados Unidos de América
Planos y vistas satelitales.35°07′56″N 118°26′56″O / 35.13222, -118.44889

## Historia
El rancho fue fundado por Marian y Edward Sampson y se nombra por la mariposa "Mourning Cloak", una mariposa nativa de la zona notablemente atractiva y resistente. 
Tres décadas de cuidadosa plantación de más de 2.200 especies diferentes de todo el mundo han transformado este naturalmente hermoso paisaje de California en un muestrario de maravillas botánicas internacional.
Las plantas están identificadas por discretas placas que se leen con facilidad a través del sol y sombra del paisaje del jardín.
Se establecieron los jardines, no solo por el amor a las plantas, sino también para fomentar la educación y la excelencia en el sector de la horticultura. 
En "Mourning Cloak Ranch" se organizan seminarios, conferencias y visitas guiadas con el fin de estimular el interés y el aprecio por la belleza del mundo botánico natural.
Además hay una notable colección de carruajes, una variedad de vehículos tirados por caballos que se exhiben en un granero construido especialmente. Están en perfectas condiciones siendo un recordatorio nostálgico de tiempos pasados.

## Colecciones
Las plantas que alberga se agrupan en diferentes secciones :
- The Main Garden (El jardín principal). El jardín principal está a la izquierda de la carretera principal de entrada. Tiene una densa variedad de plantas silvestres en un área relativamente compacta. Limita con un arroyo de temporada con puentes que lo cruzan. Una serie de robles maduros dan sombra en el jardín.
- Flower Garden (Jardín de las flores). El jardín central de las flores se encuentra junto al antiguo granero. Hay una amplia variedad de plantas de flor para ver, así como un mirador para sentarse y disfrutar de la vista.
- Cactus Garden (Jardín de cactus). La colección del jardín de cactus nos recuerda que Tehachapi está rodeado de terrenos del desierto.
- Dawn Redwood (Secoya enana). El ejemplar de Metasequoia glyptostroboides fue plantado en 1987. El conocimiento que se tenía de este árbol antes de 1944 era tan sólo como un fósil paleo-botánico por lo que se creía que se había extinguido. Un grupo de estos árboles vivos eran descubiertos en una zona remota del centro de China ese año e identificados positivamente en el Arnold Arboretum en 1945. El árbol había existido localizado en un pequeño lugar durante miles de años, pero los botánicos modernos lo habían considerado extinto hasta este momento.
- Waterfall and Pond (Cascada y estanque). En el camino que sube la colina, hay un  estanque con una pequeña cascada. En el estanque hay numerosos peces Koi y nenúfares.
- Giant Sequoia (Secoya gigante). El ejemplar de Sequoiadendron giganteum fue plantado en 1974. En los bosques del mundo, un árbol vive más tiempo, otro árbol tiene un diámetro mayor, otras tres especies crecen más altas. Pero en volumen del total de madera la secoya gigante no tiene rival. Es el árbol más grande y el mayor ser vivo en la faz de la tierra.